# Rafael Harutjunjan

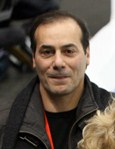
Rafael Harutjunjan

Rafael Harutjunjan (armenisch Ռաֆայել Հարությունյան, englisch Rafael Arutyunyan nach russisch Рафаэ́ль Влади́мирович Арутюня́н / Rafael Wladimirowitsch Arutjunjan; * 5. Juli 1957 in Tiflis, Georgische SSR, UdSSR) ist ein armenischer Eiskunstlauftrainer und ehemaliger Eiskunstläufer.

## Leben
Der in Tiflis geborene Harutjunjan gelangte als Eiskunstläufer nicht über die nationale Ebene hinaus. Er studierte in Jerewan am Staatlichen Institut für Körperkultur und Sport und arbeitete danach zunächst von 1976 bis 1985 im Jugendbereich als Trainer. Da es in Armenien keine internationalen Standards entsprechenden Eishallen gab, folgte er einem Angebot aus Moskau, wo er unter anderem Alexander Abt und Sergei Woronow trainierte.
Rafael Harutjunjan ist ebenfalls mit einer Eiskunstlauftrainerin, Vera, verheiratet. Beide haben einen Sohn, der heute Pianist ist, sowie eine Tochter, die als Schauspielerin arbeitet.
Nachdem Harutjunjan im Jahr 2000 in die USA zog, unterrichtete er zunächst an einer Eishalle in Lake Arrowhead, Kalifornien. Im August 2013 wechselte er an den East West Ice Palace in Artesia, Kalifornien. Seit Juni 2016 arbeitet er in Lakewood, Kalifornien.
Er war und ist Trainer vieler erfolgreicher Eiskunstläufer, darunter Ashley Wagner, Nathan Chen, Adam Rippon, Vivian Le, Mariah Bell, Michal Březina, Michelle Kwan, Jeffrey Buttle, Mao Asada, Kiira Korpi, Sasha Cohen, Hannah Miller, Iwan Dinew und Romain Ponsart.